# Рудня-Радовельська
Рудня-Радовельська — село в Україні, в Коростенському районі Житомирської області. Входить до складу Олевської міської громади. Населення становить 93 особи.

## Географія
Село розташоване на правому березі річки Перги.

## Історія
У 1906 році в селі мешкало 192 особи, налічувалось 31 дворове господарство.
На початку ХХ сторіччя у селі діяла Рудня-Радовельська болотяна досвідна (дослідна) станція.
Унаслідок Чорнобильської катастрофи 1986 року село входить до зони безумовного (обов'язкового) відселення.

## Населення
Згідно з переписом УРСР 1989 року чисельність наявного населення села становила 480 осіб, з яких 228 чоловіків та 252 жінки.
За переписом населення України 2001 року в селі мешкали 93 особи. 100 % населення вказало своєю рідною мовою українську мову.